# Little Deuce Coupe
Little Deuce Coupe je čtvrté studiové album americké skupiny The Beach Boys. Vydáno bylo v říjnu roku 1963 společností Capitol Records a jeho producentem byl lídr kapely Brian Wilson. V americké hitparádě se umístilo na čtvrté příčce a stalo se platinovým (RIAA). Jde o poslední album kapely The Beach Boys, na němž se podílel kytarista David Marks, a to až do roku 2012, kdy hrál na jejím devětadvacátém albu That's Why God Made the Radio.

## Seznam skladeb
1. Little Deuce Coupe – 1:38
2. Ballad of Ole' Betsy – 2:15
3. Be True to Your School – 2:06
4. Car Crazy Cutie – 2:47
5. Cherry, Cherry Coupe – 1:47
6. 409 – 1:58
7. Shut Down – 1:48
8. Spirit of America – 2:23
9. Our Car Club – 2:21
10. No-Go Showboat – 1:54
11. A Young Man Is Gone – 2:15
12. Custom Machine – 1:38

## Obsazení
- Al Jardine – doprovodné vokály, baskytara
- Mike Love – zpěv, doprovodné vokály, saxofon
- David Marks – doprovodné vokály, kytara
- Brian Wilson – zpěv, doprovodné vokály, klavír, baskytara
- Carl Wilson – doprovodné vokály, kytara
- Dennis Wilson – doprovodné vokály, bicí